# Bill Cuthbertson
Pas d'image ? Cliquez ici

a Compétitions nationales et continentales officielles uniquement.

b Matchs officiels uniquement.
Dernière mise à jour le 6 mars 2023.
William Cuthbertson dit Bill Cuthbertson, né le 6 décembre 1949 à Kilwinning, est un joueur de rugby à XV qui a joué avec l'équipe d'Écosse, évoluant au poste de deuxième ligne. 

## Biographie
Bill Cuthbertson dispute son premier test match le 2 février 1979 contre l'équipe d'Irlande. Il dispute son dernier test match le 8 décembre 1984 contre l'équipe d'Australie.

## Palmarès
- Grand Chelem en 1984.

## Statistiques en équipe nationale
- 21 sélections
- Sélections par années : 1 en 1980, 7 en 1981, 6 en 1982, 4 en 1983, 3 en 1984
- Tournois des Cinq Nations disputés : 1980, 1981, 1982, 1983, 1984